# 삼국지 IX
《삼국지 IX》(三國志IX, Romance of the Three Kingdoms IX)는 코에이의 삼국지 시리즈 중 9번째 게임이다.

## 개요
다시 군주제로 변환했고, 10일 단위의 반(half) 리얼타임제를 도입했다. 도시 이동시 날짜 개념이 도입되었고 부대 출진시 진형을 짤 수 있도록 하였다. 성내에서의 세세한 명령은 많이 삭제된 반면, 도시와 도시 사이에 군사시설물을 짓고, 전투시 세세한 조종보다는 군단 단위의 전략적인 플레이를 더욱 요구한다는 점에서, 국가간 총력전을 유도한 시리즈이다. 장수 개인의 특성에 있어서는, 명성/친밀도의 요소를 삭제하고 능력치 중 통솔을 되살린 대신 매력을 삭제하였으며, 특기를 삭제하여 장수는 통솔/무력/지력/정치 능력치와 전법만을 가질 수 있도록 하였다. 전투에 있어서도 출진시 진형과 사용할 전법만을 결정할 수 있도록 하여서, 전투 도중의 전법발동여부는 전투진행 중 자동으로 결정되게 하였고 일기토 역시 전작과는 달리 완전 자동으로 이루어지게 하여, 사용자가 세세하게 조종할 수 없도록 하였다. 시나리오 오프닝에는 웅장한 화면 구성과 전문 성우 더빙을 곁들였고, 사운드트랙은 모스크바 국제 심포닉 오케스트라 (Moscow International Symphonic Orchestra)가 연주한 것을 채용하여 웅장한 느낌을 더하였다.
천하를 통일한 후의 엔딩은 통일 국가의 주요 관직을 직접 임명할 수 있고 국가의 운영 방향을 결정하여 미래의 국가 모습을 만들어 가는 데에 플레이어가 일정부분 참여할 수 있도록 하는 멀티엔딩을 도입하였다. 통일당시의 국력, 국가의 운영방향, 국가의 주요관직을 맡은 장수의 능력과 성격에 따라 엔딩에서 묘사되는 국가의 성망이 달라지게 된다.

## 파워 업 키트
파워업키트에서는 일반 병사중에서 장수를 발탁하여 육성하는 장수발탁 시스템이 도입되었고, 인공지능이 향상되었으며 인공지능의 강약을 시나리오 시작시 조절할 수 있도록 하였다. 전연대의 장수가 연령을 무시하고 등장하는 가공 시나리오인 '영웅집결' 시나리오가 최초로 등장하였다. 또한 제갈량 사후에 등장하는 장수를 일부 추가하였다.
맵의 가장자리에 있는 이민족을 정벌한 뒤 엔딩을 보면, 다음 신규 플레이부터는 해당 이민족을 선택해 플레이할 수 있다.
주 2개이상을 제패한 상태에서 신망 700을 넘긴다음 하비(낭야)를 탐색하면 왜(일본)를 볼 수 있다. 50만의 군사가 집결해있다. 이민족과 마찬가지로 왜(일본)를 멸망시키면 다음 신규 플레이부터 왜(일본)를 선택할 수 있다.